# Дробно-линейное преобразование
Дро́бно-лине́йное преобразова́ние, или дробно-линейное отображе́ние, — это отображение произвольного комплексного пространства на себя, которое осуществляется дробно-линейными функциями.
Это одно из обобщений дробно-линейного преобразование комплексной плоскости.

## Формальное определение
Дробно-линейное преобразование — это невырожденное отображение комплексного пространства любой размерности {\displaystyle \mathbb {C} ^{n},} {\displaystyle n\geqslant 1,} на себя
{\displaystyle \mathbb {C} ^{n}\to \mathbb {C} ^{n}:z\to w,} {\displaystyle z=(z_{1},z_{2},\dots ,z_{n}),}
{\displaystyle w=(w_{1},w_{2},\dots ,w_{n})=(L_{1}(z),L_{2}(z),\dots ,L_{n}(z)),}
осуществляемое {\displaystyle n} дробно-линейными функциями
{\displaystyle L_{k}(z)={\frac {a_{1k}z_{1}+a_{2k}z_{2}+\cdots +a_{nk}z_{n}+b_{k}}{c_{1k}z_{1}+c_{2k}z_{2}+\cdots +c_{nk}z_{n}+d_{k}}},} {\displaystyle k=1,2,\dots ,n,}
где {\displaystyle z_{1},z_{2},\dots ,z_{n}} — комплексные переменные, {\displaystyle a_{1k},a_{2k},\dots ,a_{nk},} {\displaystyle c_{1k},c_{2k},\dots ,c_{nk},} {\displaystyle b_{k},d_{k}} — комплексные коэффициенты,
{\displaystyle |c_{1k}|+|c_{2k}|+\dots +|c_{nk}|+|d_{k}|>0}.

## Продолжения в компактификацию
Наибольший интерес представляют те преобразования из множества всех дробно-линейных преобразований, которые можно продолжить в какую-нибудь из компактификаций комплексного пространства {\displaystyle \mathbb {C} ^{n}}, то есть пополнение и замыкание его бесконечными элементами.

### Обычное замыкание
При самом простом способе компактификации комплексного пространства {\displaystyle \mathbb {C} ^{n}} получается пространство теории функций {\displaystyle {\overline {\mathbb {C} }}^{n}}.
В это пространство теории функций {\displaystyle {\overline {\mathbb {C} }}^{n}} продолжаются дробно-линейные преобразования двух видов:
- все переставляющие координаты линейные преобразования;
- дробно-линейные преобразования следующего вида:

{\displaystyle z=(z_{1},z_{2},\dots ,z_{n})\to w=(L_{1}(z_{1}),L_{2}(z_{2}),\dots ,L_{n}(z_{n})),}
где
{\displaystyle L_{k}(z_{k})={\frac {a_{k}z_{k}+b_{k}}{c_{k}z_{k}+d_{k}}},\,} {\displaystyle k=1,2,\dots ,n,}
на комплексной плоскости {\displaystyle z_{k}}.
Группа дробно-линейных преобразований, которая порождается этими двумя видами преобразований, совпадает с группой {\displaystyle \operatorname {Aut} {\overline {\mathbb {C} }}^{n}} всех биголоморфных автоморфизмов пространства теории функций {\displaystyle {\overline {\mathbb {C} }}^{n}}.
В частности, у группы {\displaystyle \operatorname {Aut} {\overline {\mathbb {C} }}^{n}} имеется подгруппа {\displaystyle \operatorname {Aut} U^{n}} преобразований
{\displaystyle L_{k}(z_{k})=e^{i\theta _{k}}{\frac {z_{k}-\alpha _{k}}{1-{\overline {\alpha _{k}}}z_{k}}},\,} {\displaystyle |\alpha _{k}|<1,\,} {\displaystyle \operatorname {Im} \theta _{k}=0,}
которая исчерпывает все автоморфизмы единичного поликруга
{\displaystyle U^{n}=\{z\in \mathbb {C} ^{n};\,|z_{j}|<1,\,j=1,2,\dots ,n\}}.

### Проективное замыкание
При проективном замыкании комплексного пространства {\displaystyle \mathbb {C} ^{n}} получается комплексное проективное пространство {\displaystyle \mathbb {C} P^{n}}.
В это комплексное проективное пространство {\displaystyle \mathbb {C} P^{n}} продолжаются дробно-линейные преобразования следующего вида:
{\displaystyle L_{k}(z_{k})={\frac {a_{1k}z_{1}+a_{2k}z_{2}+\dots +a_{nk}z_{n}+b_{k}}{c_{1}z_{1}+c_{2}z_{2}+\dots +c_{n}z_{n}+d}}={\frac {l_{k}(z)}{l(z)}}}.
Указанное продолжение в однородных координатах имеет следующий вид:
{\displaystyle (z_{0},z_{1},\dots ,z_{n})\to \left(z_{0}l\left({\frac {z}{z_{0}}}\right),z_{1}l_{1}\left({\frac {z}{z_{0}}}\right),\dots ,z_{n}l_{n}\left({\frac {z}{z_{0}}}\right)\right)}.
Представленными дробно-линейными преобразованиями исчерпывается группа {\displaystyle \operatorname {Aut} \mathbb {C} P^{n}} всех биголоморфных автоморфизмов комплексного проективного пространства {\displaystyle \mathbb {C} P^{n}}.
В частности, рассмотрим единичный шар
{\displaystyle B^{n}=\{z\in \mathbb {C} ^{n};\,|z|<1\}}
комплексного пространства {\displaystyle \mathbb {C} ^{n}}. Все его автоморфизмы составляют подгруппу {\displaystyle \operatorname {Aut} B^{n}}  группы {\displaystyle \operatorname {Aut} \mathbb {C} P^{n}}, состоящую из всех дробно-линейных преобразований
{\displaystyle L_{k}(z_{k})={\frac {a_{1k}z_{1}+a_{2k}z_{2}+\dots +a_{nk}z_{n}+b_{k}}{c_{1}z_{1}+c_{2}z_{2}+\dots +c_{n}z_{n}+d}}={\frac {l_{k}(z)}{l(z)}}},
коэффициенты которых удовлетворяют следующим условиям:
{\displaystyle a_{k1}{\bar {a}}_{l1}+a_{k2}{\bar {a}}_{l2}+\dots +a_{kn}{\bar {a}}_{ln}=c_{k}{\bar {c}}_{l},\,} {\displaystyle k\neq l,}
{\displaystyle |a_{k1}|^{2}+|a_{k2}|^{2}+\dots +|a_{kn}|^{2}-|c_{k}|^{2}=}
{\displaystyle =-(|b_{1}|^{2}+|b_{2}|^{2}+\dots +|b_{n}|^{2})+|d|^{2}\neq 0,}
{\displaystyle k=1,2,\dots ,n.}
В этих условиях указанный шар {\displaystyle B^{n}} переходит в себя, когда
{\displaystyle -(|b_{1}|^{2}+|b_{2}|^{2}+\dots +|b_{n}|^{2})+|d|^{2}>0},
и, следовательно, {\displaystyle d\neq 0}. Тогда можно считать, что {\displaystyle d=1}, поскольку числитель и знаменатель дробно-линейного преобразования можно поделить на одно и то же число.

## Одномерное комплексное пространство
Дро́бно-лине́йное преобразова́ние комплексной плоскости, — это отображение комплексной плоскости на себя:
{\displaystyle \mathbb {C} \to \mathbb {C} :z\to w=L(z)={\frac {az+b}{cz+d}}},
{\displaystyle a,b,c,d} — постоянные, {\displaystyle ad-bc\neq 0}.
Дробно-линейные преобразования образуют некоммутативную группу дробно-линейных преобразований.
Дробно-линейное преобразование представляет собой следующие частные случаи:
- одномерное комплексное дробно-линейное преобразование[3];
- дробно-линейная функция одной комплексной переменной[18];
- рациональная функция первого порядка[19];
- одномерное комплексное преобразование Мёбиуса[20].

Дробно-линейное преобразование комплексной плоскости со своими многочисленными великолепными свойствами заслуживает особого изучения, поскольку оно само и различные его частные случаи по необходимости и очень разнообразно используются во многих разделах теории функций комплексного переменного.
По словам британского профессора Тристана Нидхема, обладая «обманчивой простотой», дробно-линейное преобразование составляет основу некоторых «захватывающих» современных направлений последних математических исследований. Возможное объяснение этого заключается в их тесном и в некотором роде «магическом» взаимодействии с неевклидовой геометрией. Более того, дробно-линейное преобразование также тесно взаимодействуют с теорией относительности Альберта Эйнштейна, что было использовано сэром Роджером Пенроузом.

## Двумерное комплексное пространство
Рассмотрим в двумерном комплексном пространстве {\displaystyle \mathbb {C} ^{2}} дробно-линейное преобразование следующего вида:
{\displaystyle w_{1}={\frac {a_{11}z_{1}+a_{21}z_{2}+b_{1}}{c_{1}z_{1}+c_{2}z_{2}+d}}}, Невозможно разобрать выражение (SVG (MathML можно включить с помощью плагина для браузера): Недопустимый ответ («Math extension cannot connect to Restbase.») от сервера «http://localhost:6011/ru.wikipedia.org/v1/»:): {\displaystyle w_2 = \frac{a_{12}z_1 + a_{22}z_2 + b_2}{c_1z_1 + c_2z_2 + d}}
,
{\displaystyle {\begin{vmatrix}a_{11}&a_{21}&b_{1}\\a_{12}&a_{22}&b_{2}\\c_{1}&c_{2}&d\end{vmatrix}}\neq 0}.
Для дальнейшего изложения удобнее вложить комплексное аффинное пространство {\displaystyle \mathbb {C} ^{2}=\{(z_{1},\,z_{2})\}} в комплексное проективное пространство
{\displaystyle \mathbb {C} P^{2}=\{(\zeta _{0}:\zeta _{1}:\zeta _{2})\}}, {\displaystyle \quad \zeta _{0},\zeta _{1},\zeta _{2}\in \mathbb {C} },
{\displaystyle |\zeta _{0}|+|\zeta _{1}|+|\zeta _{2}|\neq 0},
{\displaystyle (\zeta _{0}:\zeta _{1}:\zeta _{2})\sim (\lambda \zeta _{0}:\lambda \zeta _{1}:\lambda \zeta _{2})}, {\displaystyle \quad \lambda \neq 0}.
Пусть теперь {\displaystyle z_{1}={\frac {\zeta _{1}}{\zeta _{0}}}}, {\displaystyle z_{2}={\frac {\zeta _{2}}{\zeta _{0}}}} — некоторое вложение {\displaystyle \mathbb {C} ^{2}\hookrightarrow \mathbb {C} P^{2}}. Такое вложение отождествляет подмножество {\displaystyle (1:\zeta _{1}:\zeta _{2})\subset \mathbb {C} P^{2}} с множеством {\displaystyle \mathbb {C} ^{2}}. В алгебраической терминологии это означает, что
{\displaystyle \mathbb {C} P^{2}=(\mathbb {C} ^{3}\setminus \{0\})/{\sim }}
и, кроме того,
{\displaystyle \mathbb {C} P^{2}=\mathbb {C} ^{2}\cup \mathbb {C} P^{1}=\mathbb {C} ^{2}\cup \mathbb {C} ^{1}\cup \{\infty \}}.
Перепишем указанной дробно-линейное преобразование в однородных координатах:
{\displaystyle {\frac {\omega _{1}}{\omega _{0}}}={\frac {a_{11}{\frac {\zeta _{1}}{\zeta _{0}}}+a_{21}{\frac {\zeta _{2}}{\zeta _{0}}}+b_{1}}{c_{1}{\frac {\zeta _{1}}{\zeta _{0}}}+c_{2}{\frac {\zeta _{2}}{\zeta _{0}}}+d}}}, {\displaystyle {\frac {\omega _{2}}{\omega _{0}}}={\frac {a_{12}{\frac {\zeta _{1}}{\zeta _{0}}}+a_{22}{\frac {\zeta _{2}}{\zeta _{0}}}+b_{2}}{c_{1}{\frac {\zeta _{1}}{\zeta _{0}}}+c_{2}{\frac {\zeta _{2}}{\zeta _{0}}}+d}}},
в матричной форме получим:
{\displaystyle {\begin{pmatrix}\omega _{0}\\\omega _{1}\\\omega _{2}\end{pmatrix}}={\begin{pmatrix}d&c_{1}&c_{2}\\b_{1}&a_{11}&a_{21}\\b_{2}&a_{12}&a_{22}\end{pmatrix}}{\begin{pmatrix}\zeta _{0}\\\zeta _{1}\\\zeta _{2}\end{pmatrix}}},
что означает, что эти дробно-линейные преобразования образуют проективную группу {\displaystyle PGL_{3}(\mathbb {C} )} комплексной размерности 8 комплексного проективного пространства {\displaystyle \mathbb {C} P^{2}}. Обобщая, можно сказать, что произвольное преобразование из {\displaystyle PGL_{n}} определяется {\displaystyle (n+1)} точкой. Индекс {\displaystyle n} у группы {\displaystyle PGL} — это размерность объемлющего комплексного пространства, а соответствующее проективное пространство размерности на единицу меньше.
В качестве примера построим дробно-линейное преобразование {\displaystyle \mathbb {C} ^{2}\setminus \mathbb {C} \to \mathbb {C} ^{2}\setminus \mathbb {C} }. Возьмём преобразование
{\displaystyle w_{1}={\frac {2z_{1}}{z_{2}+i}}}, {\displaystyle \quad w_{2}={\frac {z_{2}-i}{z_{2}+i}}},
обратное ему будет
{\displaystyle z_{1}=-i{\frac {w_{1}}{w_{2}-1}}}, {\displaystyle \quad z_{2}=-i{\frac {w_{2}+1}{w_{2}-1}}},
причём непосредственно выясняются следующие равнозначности:
{\displaystyle |w_{2}|<1\Leftrightarrow \operatorname {Im} z_{2}>0},
{\displaystyle |w_{1}|^{2}+|w_{2}|^{2}<1\Leftrightarrow \operatorname {Im} z_{2}>|z|^{2}},
что означает, что построено следующее преобразование:
{\displaystyle \mathbb {C} ^{2}\setminus \{z_{2}+i=0\}\leftrightarrow \mathbb {C} ^{2}\setminus \{z_{2}-1=0\}}.